# مایکل ملدمن
مایکل ملدمن (انگلیسی: Michael Meldman؛ زادهٔ دسامبر ۱۹۵۸)سرمایه‌گذار یهودی‌تبار اهل ایالات متحده آمریکا است. وی مالک و بنیان‌گذار شرکت سهامی املاک و مستغلات دیسکاوری لند و یکی از بنیان‌گذاران تکیلای برند کاسامیگوس است. وی فارغ‌التحصیل دانشگاه استنفورد در سال ۱۹۸۲ است.